# اورنگ (اهر)
اورنگ (اهر)، روستایی از توابع بخش مرکزی شهرستان اهر در استان آذربایجان شرقی ایران است.در حال حاضر حاج رضا سیفی بزرگ خاندان این روستا می باشد

## جمعیت
این روستا در دهستان آذغان قرار دارد و براساس سرشماری مرکز آمار ایران در سال ۱۳۸۵، جمعیت آن ۴۲۷ نفر (۱۱۰خانوار) بوده‌است.